# 札格纳特
札格纳特（羅馬化：Jagannātha，直译：「宇宙之主」），又译为贾格纳特、贾甘纳特，是印度教的神祇，原为东印度海岸土著神，通常认为是奎师那或毗湿奴的形象或化身。主要寺庙为位于奥里萨邦普里的贾格纳寺。
其形象为无四肢、黑脸以及一双类似卡通人物的大眼睛。一般与其兄大力罗摩（白脸）、其妹妙贤（黄脸）一起供奉，合称为“三兄妹像”。

## 图库

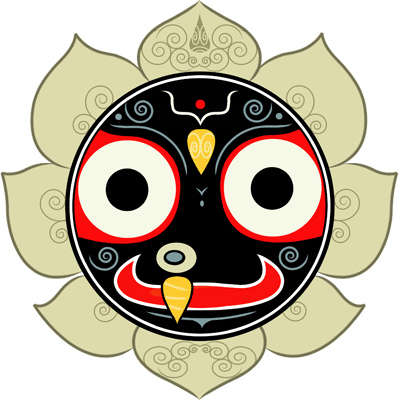
札格纳特的头像
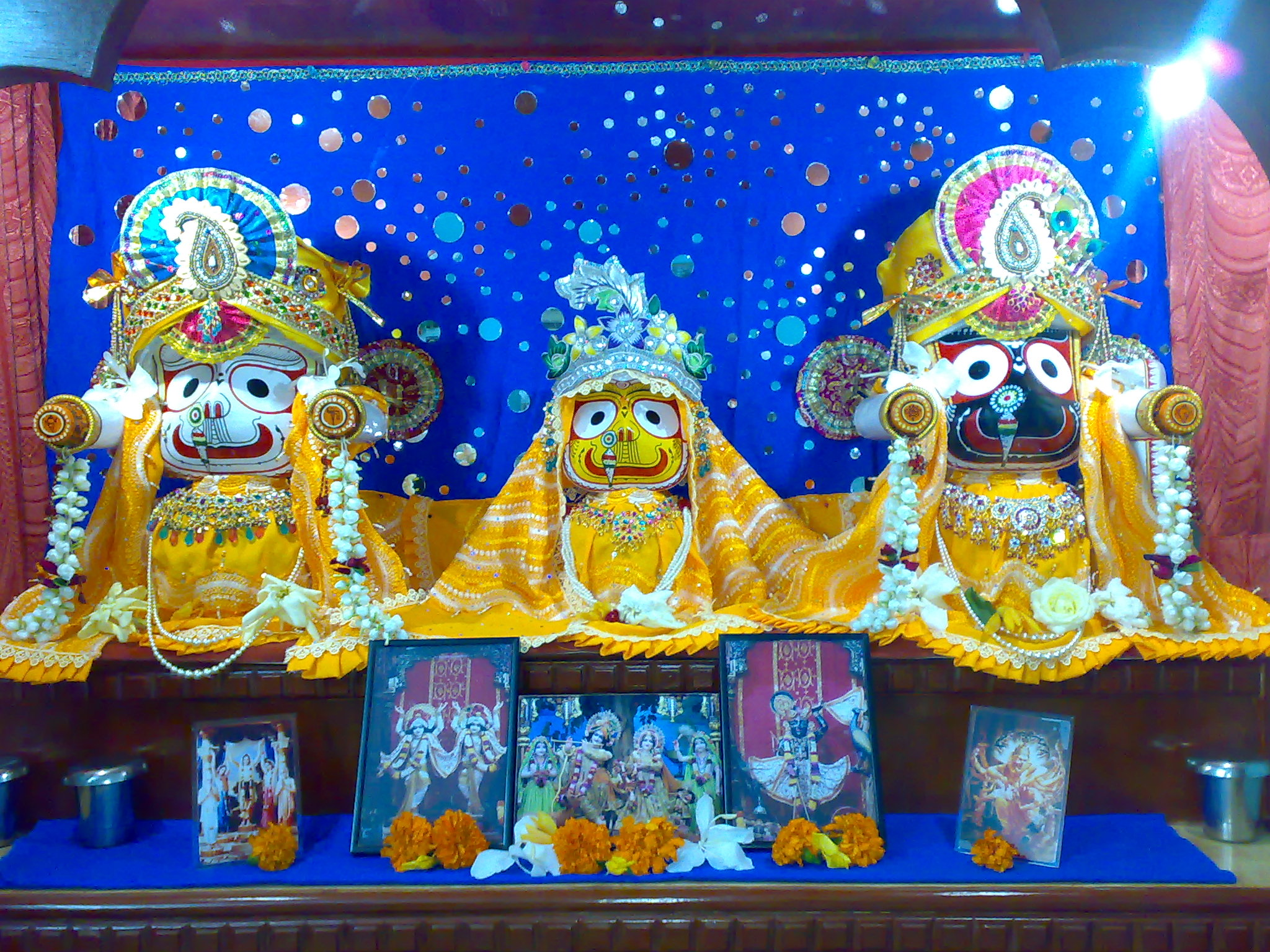
三兄妹像
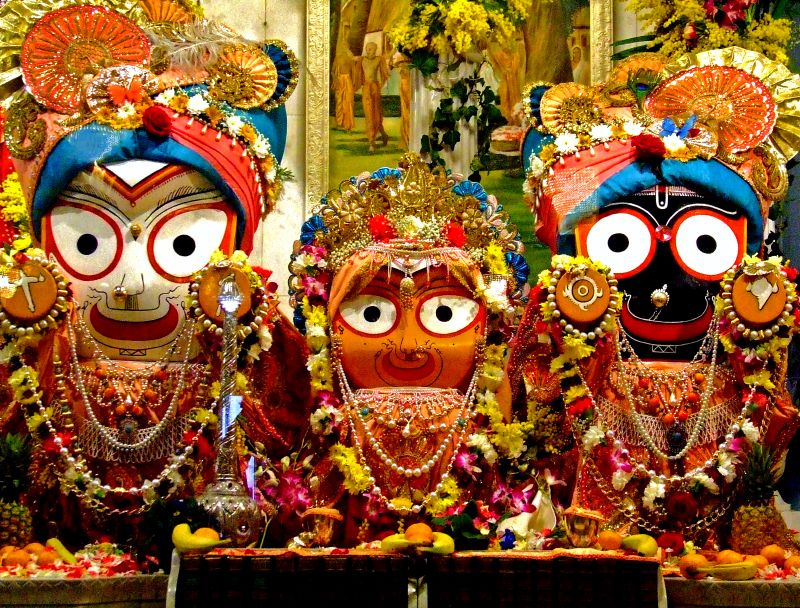
三兄妹像，从左至右分别为大力罗摩（白脸）、妙贤（英语：Subhadra）（黄脸）和札格纳特（黑脸）。
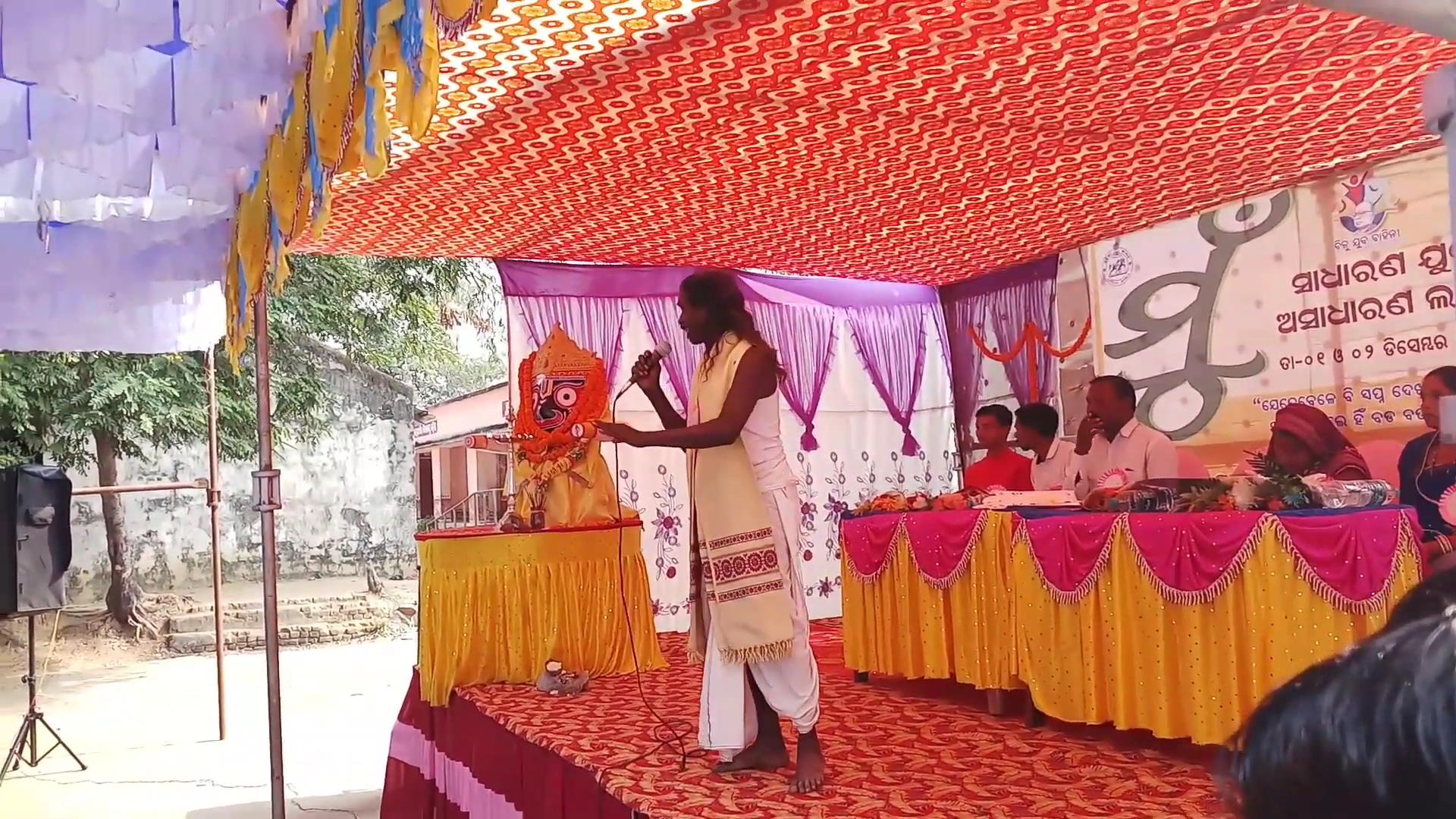
“背心诗人”哈尔达尔·纳格于舞台上演唱歌曲，旁边供奉有札格纳特的雕像。